# Baskemölla
Baskemölla (dansk Baskemølle) er en by og et fiskerleje i Simrishamns kommune i Skåne län, Sverige, beliggende på Østerlen omkring 5 km nord for Simrishamn.
Navnet Baskemölla, som udtales med betoning på "mölla", findes første gang nedskrevet i 1525 i den danske Jordebog. År 1612 byttede den danske admiral Jacob Beck sig til Gladsax hus i Gladsax Len med tilhørende 119 hjem og 4 fiskerlejer, hvoraf et var Basche Mølle.
Baskemölla hørte til den oprindelige Gladsax kommune og blev municipalsamfund med denne i 1889. Ved kommunereformen 1952 indlemmedes Gladsax kommune i Simrishamns kommun og Baskemölla municipalsamfund opløstes.
I byens vestlige udkant er der opstået en økobydel, altså en bydel, som består af økologisk opførte huse og hvor der er lagt ekstra vægt på energiforbrug foruden at beboerne er selvforsynende.

## Historisk baggrund
I oplandet omkring Baskemölla findes der spor af præhistoriske bosætninger fra sten-, bronze- og jernalder. Navnet Baske betyder tørre kviste eller grene. Mölle betyder her en kværn til at male korn til mel. Muligt er det også at Baskemölla skulle betyde – en "kværn mod nord", "står i et buskads", måske som beskyttelse mod de hårde vinde fra havet.
Ved Baskemölla findes der mange sandbakker, hvor bønderne fra tidlig middelalder til 1800-tallets slutning dyrkede boghvede.
| Citat | ...det sat en hop børn og torkade tobis uppspända på den magre gräsvallen og vende dem med en räfsa. Sandmarken eller sandbackerna var vidaktige af boghvede og marken prydes overflødigt af de smukke hedeblomster som var blandad med harkløver. | Citat |
|       | |       |

Frit efter Anders Tidströms besøg i Baskemölla den 22 august 1756.
På et kort over Skåne fra 1675 beskrives Baschemölle som "bysamfund med gårdslejligheder" og byen som en 'melkværn' og ikke et fiskerleje. Det kan tolkes således, at fiskebestanden er gået tilbage i den sidste del af 1600-tallet.

## Befolkningsudviklingen
I 1756 var der 22 fiskere i Baskemölla. Mellem årene 1800 og 1860 voksede Baskemölla meget. I 1867 fandtes der 60 fiskere, og indbyggertallet var da 354, fordelt på omkring 80 huse og 10 gårde.

## Skolen
Den første skole i byen blev opført i 1847. I årene derfør var eleverne blevet undervist i private hjem. I 1890 blev en ny og større skole indviet med plads til de over 100 elever og fra 1931 tillige med en mellemskole.
I løbet af 1950'erne var børnetallet hastigt for nedadgående, og i 1964 blev skolen lukket.

## Nød og elendighed

### Fattigdommens udbredelse i fiskerlejet
Fra 1600-tallet og til et stykke ind i 1800-tallet boede mange på ufri grund i byen og fra fiskerhusene i Baskemölla havde adelen pligt til at gøre rostjeneste.[kilde mangler]

### Kolera
I 1855 blev byen ramt af kolera. På én måned blev der begravet ti personer på kolerakirkegården i den nordlige del af Baskemölla ved Oderbäcksravinen.
Byen har et gravkapel med tilhørende kirkegård. I 1943 besluttede Kapellföreningen at rejse en mindesten på kolerakirkegården, tegnet af kunstneren Edvin Ollers; den blev afsløret 26. september samme år.

### Brande
Tre store brande, 1889, 1894 og 1913, ødelagde tilsammen næsten hele byen. I 1889 begyndte branden i skolen og spredte sig derpå hurtigt på grund af en kraftig blæst fra havet. 37 huse og 5 gårde brændte ned til grunden, og omkring 50 familier blev hjemløse. Den anden brand indtraf 11. april 1894. Da brændte næsten hele den nordlige del af byen ned til grunden. 20 år senere, 19. april 1913, brændte næsten alle de ældste huse ned til grunden, blot to huse og en bondegård var tilbage fra tiden før 1840.

## Erhvervsliv

### Fiskeri
Fiskeriet har udspillet sin rolle i fiskerlejet efter at det havde sin storhedstid fra 1900-tallets begyndelse og frem til slutningen af 1960'erne. Turismen er derefter blevet samfundets hovederhverv. Den pittoreske bebyggelse har gjort byen populær blandt turister, og mange af husene er blevet købt af sommerboende.

### Krodrift
I 1700-1800-tallet fandtes der et antal udskænkningssteder/kroer samtidigt i Baskemölla.

### Møller
Den bæk, som løber fra Møllekilderne bidrog til at Baskemölla opstod i middelalderen. Fra begyndelsen af 1700-tallet blev vandkraften udnyttet til blandt andet kværne, vaske- og stampeværker.
I 1737 kom en foged og ti arbejdere fra Tyskland. Sammen med bybefolkningen byggede de et anlæg til udvinding af bly. Virksomheden bestod af et vaskeværk og et stampeværk samt en smelteovn. Dets virksomhed ophørte 1746, og man havde da udvundet omkring 1,8 ton bly.
Ved Møllekilderne er der bygget to vandmøller.

### De handlende
Der har gennem årene været en del handlende i byen, bl.a.:
- Blandet landhandel
- Brødudsalg
- Fotohandler
- Isenkram og manufaktur
- Mælkeudsalg
- Café m. bed & breakfast
- Galleri

Hertil kommer et par håndværksmestre.

## Fritid
Baskemölla har i forbindelse med havnen haft en fremtrædende svømmeklub, som på et tidspunkt havde etableret udspringstårn med både 3- og 5-meters platforme. Klubben, Baskemölla Svømmeselskab, var i 1938 vært ved de skånske juniormesterskaber i svømning.